# Volkenkundig museum 'Gerardus van der Leeuw'
Het Volkenkundig museum Gerardus van der Leeuw was van 1978 tot 2003 een museum van de Rijksuniversiteit Groningen in de Nederlandse stad Groningen.

## Ontstaan
Het museum was het publieke vervolg op de particuliere collectie volkenkundige objecten die door godsdiensthistoricus Theo van Baaren, van 1952 tot 1980 hoogleraar aan de theologische faculteit in Groningen, al sinds de jaren veertig van de twintigste eeuw was aangelegd. Van Baaren had de verzameling etnografica bijeengebracht omdat hij geïnteresseerd was in tribale, schriftloze culturen en hoe hun 'primitieve wereldbeeld' zich manifesteert in godsdienst, ritueel en kunst. Daartoe richtte hij in 1964 het Instituut voor Godsdiensthistorische Beelddocumentatie van de faculteit der Godgeleerdheid op, waar afbeeldingen van religieuze voorwerpen en handelingen worden verzameld. Wat de eigen collectie betreft: al snel werd het woonhuis van Van Baaren te klein en hij schonk in 1968 zijn collectie aan de Groningse universiteit onder voorwaarde dat de etnografische objecten een eigen tentoonstellingsruimte zouden krijgen en beschikbaar werden voor wetenschappelijk onderzoek. Het museum dat als gevolg van positieve beslissingen in 1978 in de Nieuwe Kijk in 't Jatstraat (nr. 104) kon worden geopend, was genoemd naar Van Baarens academische voorganger Gerardus van der Leeuw, hoogleraar in de vergelijkende godsdienstwetenschap en ex-Minister van Onderwijs, Kunsten en Wetenschappen. Dit gebouw uit 1931 was oorspronkelijk gebouwd voor confectiefabriek Menco & Co ter plaatse van een aantal sloopwoningen. Dit bedrijf werd echter gesloten in 1959. Later trok de faculteit der Godgeleerdheid van de Rijksuniversiteit in het pand. Vanaf 1975 kreeg het museum de beschikking over een ruimte in het gebouw. Na een aantal verbouwingen kon het museum in 1978 worden geopend.

## Collecties
Het museum telde uiteindelijk vier belangrijke verzamelingen:
1. De collectie Van Baaren, met kunst- en gebruiksvoorwerpen uit alle werelddelen
2. De collectie Princessehof: een collectie van 600 voorwerpen, in 1970 in langdurig bruikleen gegeven door de gemeente Leeuwarden, bestaande uit voorwerpen uit het voormalige Nederlands-Indië en Nederlands-Nieuw-Guinea die voor museum Princessehof waren verzameld door een voormalige conservator van dat museum. De collectie werd afgestoten toen het Princessehof zich ging specialiseren in keramiek.
3. De collectie Deventer: een collectie van ongeveer 3000 objecten, afkomstig van het opgeheven Tropisch Landbouwmuseum, in 1971 geschonken door de gemeente Deventer.
4. De collectie Ten Houten: een bruikleencollectie uit 1971 van 1200 kunstvoorwerpen die voornamelijk afkomstig zijn uit West-Afrika, Borneo, Luzon en Taiwan. De collectie is genoemd naar de zakenman-verzamelaar Fred ten Houten, die zijn verzameling zowel door verwerving 'in het veld' als door aankopen bij de kunsthandel aanlegde.

Enkele van de andere deelcollecties omvatten 250 in 1985 geschonken objecten uit India van de paters van de Abdij van Berne (Heeswijk), 75 in 1987 geschonken objecten uit Ghana van mevrouw A. Brommet (Nunspeet), een onbekend aantal in 1991 geschonken Noord-Amerikaanse indiaanse objecten van J. Heyink (Bennebroek), ruim 150 in 1993 geschonken objecten uit Papoea van C. Vriend (Groningen), ongeveer 150 in 1994/95 geschonken ceramische objecten uit Noord- en West-Afrika van de Stichting African Culture Centre (Rotterdam) en 575 na 1998 geschonken etnografische objecten uit grote delen van de wereld van C.D. Bakker (Rijswijk).

## Tentoonstellingen
In de loop van zijn bestaan heeft het museum tientallen tijdelijke tentoonstellingen georganiseerd in een aparte ruimte naast de vaste opstelling. Deze kleinere tentoonstellingen, vaak vier à vijf per jaar, werden voor het merendeel zelf ontworpen, maar deels ook overgenomen van de grotere Nederlandse volkenkundige musea zoals het Wereldmuseum Leidenen het Wereldmuseum Amsterdam.
Enkele voorbeelden zijn Batak Motieven (1981) en De wayang vertelt (1989).

## Sluiting
Het Volkenkundig museum 'Gerardus van der Leeuw' heeft 25 jaar bestaan. Bij de opening gaf Van Baaren al aan dat het museum naar zijn aard 'natuurlijk nooit een bestseller' zou worden. De excentrische ligging was daar ook mede debet aan. In de praktijk kwamen er jaarlijks ongeveer 10.000 bezoekers. Begin jaren 1990 waren er plannen om het museum samen met andere culturele onderdelen van de universiteit op te laten gaan in het Groninger Museum, maar deze verdwenen uiteindelijk weer van tafel. In 1996 besloot het bestuur van de universiteit om het museum samen te voegen met het Universiteitsmuseum. Een laatste poging om het museum samen met het Natuurmuseum en het Anatomisch Museum samen te doen opgaan in een Museum voor Mens, Natuur en Wetenschap strandde in 2002 toen de gemeente de fusie afblies. In 2003 werd de collectie van ongeveer 10.000 objecten overgedaan aan het vernieuwde Universiteitsmuseum. Het grootste deel is opgeslagen in het museale depot van de universiteit; pas bij thematische wisseltentoonstellingen zullen ze weer worden geëxposeerd. Kwalitatief belangrijke kleine deelcollecties, zoals rituele voorwerpen uit Nieuw-Guinea en weefsels uit Indonesië zijn in bruikleen gegeven aan het Tropenmuseum.
Het gebouw waarin het museum gevestigd was werd na de sluiting verkocht en door een ontwikkelaar verbouwd tot appartementen.
In 2009 werd de gedigitaliseerde collectie van het museum online gezet op de website van de Nederlandse volkenkundige collectie.